# Chikyū Sentai Fiveman
Chikyū Sentai Fiveman (jap. 地球戦隊ファイブマン Chikyū Sentai Faibuman; Ziemski Oddział Bojowy Fiveman) – japoński serial z gatunku tokusatsu z roku 1990. Jest czternastym serialem z sagi Super Sentai, stworzony przez Toei Company. Emitowany był na kanale TV Asahi od 2 marca 1990 roku do 8 lutego 1991 roku. Liczył 48 odcinków.

## Fabuła
W 1970 roku Dr Hoshikawa szukał sposobu jak zmienić uschniętą planetę Shidon w planetę pełną flory. Ale kiedy planeta została zaatakowana przez Gwiezdną Armię Zonę, on i jego żona zostali odseparowani od piątki ich dzieci, które powróciły na Ziemię. Robot-asystent doktora – Artur G6 przez 20 lat wychował dzieci i pokazał im technologię specjalnego uzbrojenia, dzięki której rodzeństwo stanie się tytułowymi Fivemanami i pokona Zonę. Każdy z rodzeństwa jest nauczycielem i pracuje w tej samej szkole.

## Fivemani
- Gaku Hoshikawa (jap. 星川 学 Hoshikawa Gaku) / Five Czerwony (jap. ファイブレッド Faibu Reddo; Five Red) – najstarszy z Fivemanów, ma 27 lat. W szkole uczy przyrody. Gaku wraz z Arturem podjęli misję wychowania swojego rodzeństwa. Od incydentu na planecie Shidon jest rywalem Kapitana Garoi, którego postrzelił w twarz. Odważny, cichy i odpowiedzialny. W walce posługuje się kendo. Jego numerem jest 1, a symbolem kwiat ze znakiem atomu.
- Ken Hoshikawa (jap. 星川 健 Hoshikawa Ken) / Five Niebieski (jap. ファイブブルー Faibu Burū; Five Blue) – drugi najstarszy z rodzeństwa, zastępca Gaku. Ken ma 25 lat i uczy wuefu. Do walki podchodzi z ogromną pasją i stosuje swoją siłę fizyczną. Trenuje judo i pływanie. Jego numerem jest 2, a symbolem znak przypominający pływaka.
- Fumiya Hoshikawa (jap. 星川 文矢 Hoshikawa Fumiya) / Five Czarny (jap. ファイブブラック Faibu Burakku; Five Black) – najmłodszy z rodzeństwa, brat bliźniak Remi. Ma 20 lat, uczy japońskiego. W walce używa karate. Zna dużo języków, nawet języki kosmitów. Jest dziecinny i nie myśli zanim coś zrobi. Doskonale dogaduje się ze Remi, podobnie jak ona nie pamięta wyglądu swych rodziców. Jego numerem jest 3, a symbolem to znak kanji na słowo język (語).
- Kazumi Hoshikawa (jap. 星川 数美 Hoshikawa Kazumi) / Five Różowa (jap. ファイブピンク Faibu Pinku; Five Pink) – urodzona jako trzecia z rodzeństwa. Ma 23 lata, uczy matematyki. Zna się na szermierce. Potrafi szybko zanalizować sytuację. Dla rodzeństwa jest namiastką matki. Jej numerem jest 4, a symbolem ośmioramienna gwiazda (połączenie znaków dodawania, mnożenia i dzielenia).
- Remi Hoshikawa (jap. 星川 レミ Hoshikawa Remi) / Five Żółty (jap. ファイブイエロー Faibu Ierō; Five Yellow) – najmłodsza z rodzeństwa, bliźniaczka Fumiyi. Ma 20 lat, uczy muzyki. Zna kung-fu, lubi tańczyć i ma poczucie rytmu. Podobnie jak jej brat bliźniak, Remi jest dziecinna, zostawia prace domowe najczęściej swojej siostrze i Arturowi. Jej numerem jest 5, a symbolem ósemka.

### Pomocnicy
- Artur G6 (jap. アーサーG6 Āsā Jī Shikkusu) – robot stworzony przez doktora Hoshikawę. Wychował piątkę dzieci doktora i wraz z nimi stworzył technologię Fivemanów. Jest dla rodzeństwa namiastką ojca, a także jest szóstym członkiem drużyny. Mocno trzyma się zasad, np. nie pozwala Gaku czytać gazety przy śniadaniu. Artur zwykle siedzi w bazie, jednak może zostać wezwany przez rodzeństwo i przemienić się w działo.

### Broń
- V-Changer (jap. Vチェンジャー Buichenjā) – moduł przemiany Fivemanów, występuje w dwóch wersjach –  V-Changer Bransoleta (jap. Vチェンジャーブレス Buichenjā Buresu; V-Changer Brace), która jest używana przez męską część grupy oraz  V-Changer Wisior (jap. Vチェンジャーコンパクト Buichenjā Konpakuto), który jest używany przez żeńską część grupy.
- Fiblaster (jap. ファイブラスター Faiburasutā) – podstawowe uzbrojenie każdego Fivemana, jest to pistolet laserowy, który może zmienić się w miecz. Posiada w sobie pewne urządzenie, które może podwyższyć moc osobistych broni grupy.
- Fivetector (jap. ファイブテクター Faibutekutā) – specjalne zbroje dla każdego Fivemana wymyślone przez Kena by wzmocnić ich siłę. W skład Fivetectora wchodzą nagolenniki, naramienniki i rękawice.
- Brother Attack (jap. ブラザーアタック Burazā Atakku) – jest to pierwsza ostateczna technika Fivemanów, polegająca na atakowaniu przeciwnika swoimi osobistymi broniami w kolejności: Żółty, Różowy, Czarny, Niebieski i Czerwony.
- Działo Ziemi (jap. アースカノン Āsu Kanon; Earth Cannon) – w razie potrzeby Artur może wylecieć z bazy i przemienić się w Działo Ziemi by Fivemani zniszczyli potwora w ludzkiej wielkości. Artur nie działa w tej postaci kiedy rodzeństwo nie jest razem.
- Super Five Piłka (jap. スーパーファイブボール Sūpā Faibu Bōru; Super Five Ball) – inna ostateczna broń drużyny, jest to bomba przypominająca piłkę. Rodzeństwo podaje ją sobie nawzajem, dopóki któryś z nich nie wykopie jej w przeciwnika. Jest to nawiązanie do ostatecznych ataków Gorangersów oraz Sun Vulcan.

### Mecha
- Five Robot (jap. ファイブロボ Faibu Robo; Five Robo) – pierwszy i główny robot drużyny, powstały z połączenia trzech maszyn. Posiada dodatkowy tryb-ciężarówkę zwany Five Trailer (jap. ファイブトレーラー Faibu Torērā). Uzbrojony jest w Miecz Superwymiaru (超次元ソード Chōjigen Sōdo), którym dokonuje ostatecznego ataku.
  - Sky Alpha (jap. スカイアルファ Sukai Arufa) – samolot pilotowany przez Five Czerwonego. Tworzy tors i głowę Five Robota oraz przednią część Five Trailera.
  - Carrier Beta (jap. キャリアベータ Kyaria Bēta) – ciężarówka pilotowana przez Five Czarnego i Żółtego. Tworzy nogi Five Robota oraz dolną część i koła Five Trailera.
  - Land Gamma (jap. ランドガンマ Rando Gamma) – opancerzony samochód pilotowany przez Five Niebieskiego i Różową. Tworzy ręce Five Robota oraz tylną część Five Trailera.
- Star Five (jap. スターファイブ Sutā Faibu)
- Super Five Robot (jap. スーパーファイブロボ Sūpā Faibu Robo)
- Max Magma (jap. マックスマグマ Makkusu Maguma)

## Zona
- Kapitan Garoa (jap. ガロア艦長 Garoa-kanchō) – dowódca statku Vulgyre. Nosi czerwoną szatę i czarną zbroję. 20 lat przed akcją serialu Gaku postrzelił go w policzek. Od tej pory panuje między nimi zażarta rywalizacja. Świetnie walczy mieczem, jest w stanie samemu obezwładnić wszystkich Fivemanów naraz.
- Birion (jap. ビリオン Birion) – najlepszy szermierz w galaktyce. Lubi bijatyki i picie alkoholu. Często szuka słabszych od siebie i wyzywa na pojedynki. Także rywalizuje z Five Czerwonym.
- Dongoros (jap. ドンゴロス Dongorosu) – groteskowo wyglądający kosmita, zajmuje się budżetem Zony. Jest odpowiedzialny za kupno Gorlinów. Nosi przy sobie liczydło. Lubi robić pieniądze – Doljeny.
- Doldora (jap. ドルドラ Dorudora) – kobieta-naukowiec w złotej zbroi przypominającej skorpiona. Nie jest taka brutalna jak pozostali z Zony, ale nie mniej zła. Często wykorzystuje swoją pomagierkę – Zazę do brudnej roboty. Przypomina nieco Farę z Bioman.
- Zaza (jap. ザザ) – asystentka Doldory. Jest często wysyłana do walki w charakterze brudnej roboty, którą wykonuje za swoją mistrzynię. Jest zdolna i niebezpieczna.
- Galaktyczna Cesarzowa Meadow (jap. 銀河皇帝メドー Gingakōtei Medō) – władczyni Zony. Przedstawiana jest jako ludzka twarz w przestrzeni kosmicznej otoczona aurą.
- Kapitan Shubarie (jap. 初代艦長シュバリエ Shodaikanchō Shubarie) – poprzednik Garoi, choć wygląda znacznie młodziej od niego. Kiedy zjawia się ponownie, przejmuje dowództwo. W walkach uczestniczy częściej niż Garoa. Jego Gorliny są czarne. Jego imię wzięło się od francuskiego słowa chevalier, oznaczające rycerza.
- Gorlin (jap. 巨大化獣ゴルリン Kyodaikajū Gorurin) – masowo produkowany, gigantyczny biały robot, który wsysa komórki pokonanego potwora i przyjmuje jego postać. Koszt jednego to 10 tysięcy Doljenów.
- Batzlery (jap. バツラー兵 Batsurā Hei) – słabi żołnierze Zony, którzy nie stanowią przeszkody dla Fivemanów.

## Obsada
- Toshiya Fuji – Gaku / Five Czerwony
- Kei Shindachiya – Ken/Five Niebieski
- Ryōhei Kobayashi – Fumiya / Five Czarny
- Kazuko Miyata – Kazumi / Five Różowa
- Ryō Narushima – Remi / Five Żółty
- Rika Matsumoto – Artur (głos)
- Hideaki Kusaka – Gunther
- Takeshi Ishikawa – Garoa
- Chika Matsui – Medou
- Shinji Yamashita – Birion
- Osamu Katou – Dongoros (głos)
- Hatsue Nishi – Doldora
- Haruko Watanabe – Zaza
- Kihachirō Uemura – Shubarie

### Aktorzy kostiumowi
- Kazuo Niibori – Five Czerwony
- Hirofumi Ishigaki – Five Niebieski
- Naoki Oofuji – Five Czarny
- Shoji Hachisuka – Five Różowa
- Yuuichi Hachisuka – Five Żółty
- Hideaki Kusaka – Five Robot
- Yasuhiro Takeuchi – Dongoros

Źródło: 

## Muzyka
Opening
- "Chikyū Sentai Fiveman" (jap. 地球戦隊ファイブマン Chikyū Sentai Faibuman)

Słowa: Masao Urino
Kompozycja: Yasuo Kosugi
Aranżacja: Kenji Yamamoto
Wykonanie: Kenji Suzuki
Ending
- "Fiveman, Ai no Thema" (jap. ファイブマン、愛のテーマ Faibuman, Ai no Tēma)

Słowa: Masao Urino
Kompozycja: Yasuo Kosugi
Aranżacja: Kazuya Matsushita
Wykonanie: Kenji Suzuki